# Sexto Anício Paulino
Sexto Anício Paulino (em latim: Sextus Anicius Paulinus) foi um oficial romano do século IV, ativo sob o imperador Constantino (r. 306–337). Ocupou alto ofício na administração imperial e foi um dos primeiros senadores a declarar-se publicamente cristão.

## Vida
Era possivelmente filho de Anício Fausto e irmão de Âmnio Anício Juliano; talvez era pai ou avô de Anício Paulino. Ele possivelmente foi mencionado num cano de água de Óstia e num tablete de bronze como homem claríssimo. Parece ser o primeiro alto senador a declarar-se publicamente cristão. Antes de 325, foi procônsul da África; a fonte que indica seu ofício estiliza-o bis, talvez indicando que ocupou o ofício por dois anos ou que teve um consulado sufecto. Em 325, foi cônsul anterior com Júlio Juliano.